# ميدان السبعين (صنعاء)

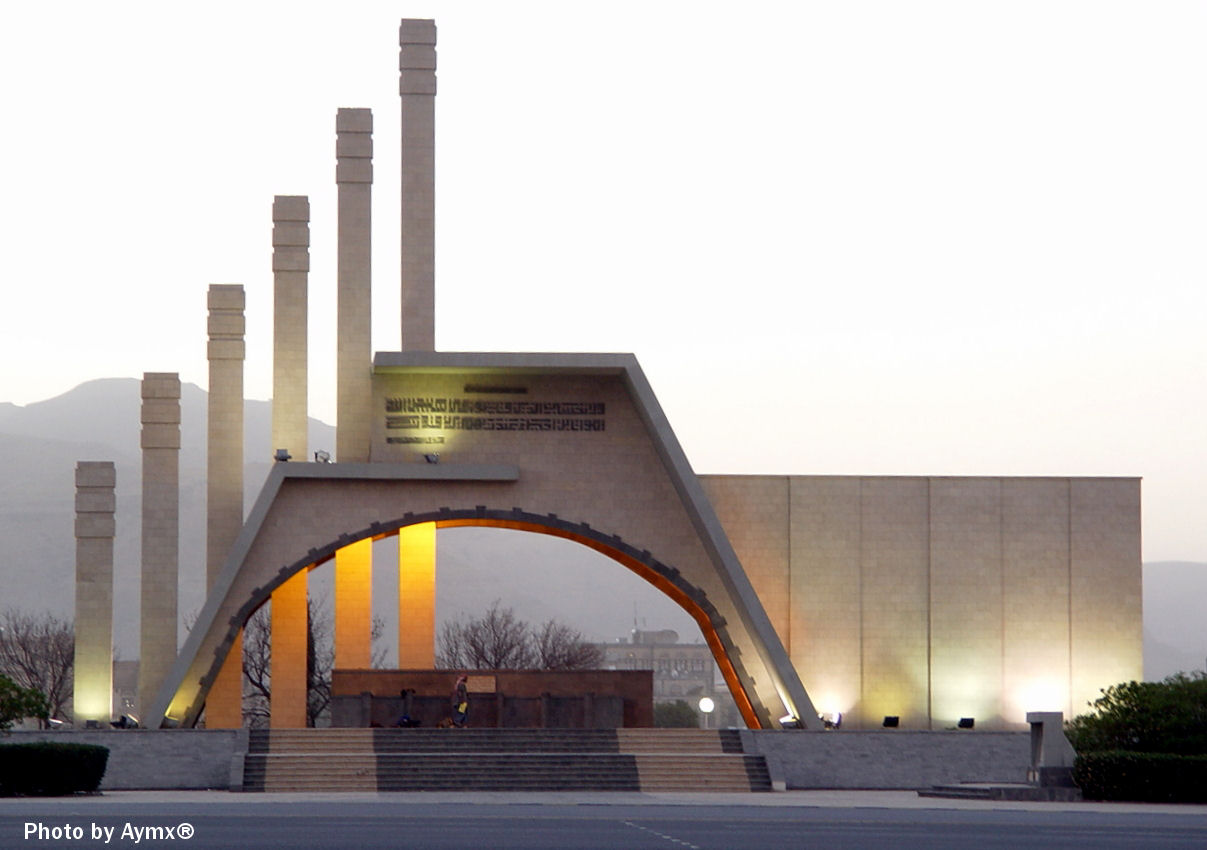
تمثال الجندي المجهول بميدان السبعين وسط العاصمة صنعاء

ميدان السبعين هو أحد ميادين العاصمة اليمنية صنعاء، يقع وسط العاصمة صنعاء، في حي السبعين، يحده من الشمال مستشفى السبعين ومن الغرب حديقة السبعين ومن الشرق جامع الصالح ومنصة الاحتفالات ومن جنوب شرق دار الرئاسة وجبل النهدين. هو عبارة عن ساحة عروض وميدان رئيسي للاحتفالات الرسمية الكبرى، مثل الاحتفال بأعياد الثورة والوحدة وتخرج الدفعات العسكرية والأمنية وساحة للتجمعات والحشود الجماهيرية التي تدعوا إليها الحكومة وتنظمها. وعلى الجهة الغربية منه أقيم النصب التذكاري للجندي المجهول. 
سمي الميدان بهذا الاسم نسبة لملحمة حصار السبعين الذي ضربته القوات الملكية على الجمهوريين المتحصنين في العاصمة صنعاء، من أجل إسقاط الثورة والنظام الجمهوري ودام سبعين يوماً، انتصر في نهايته الجانب الجمهوري والقوات الموالية للثورة.
كان الميدان الرئيسي لتجمع الحشود الموالية للرئيس السابق علي عبد الله صالح أثناء أحداث ثورة 2011 وأثناء توتر العلاقة بينه وبين الحوثيين في العام 2017.

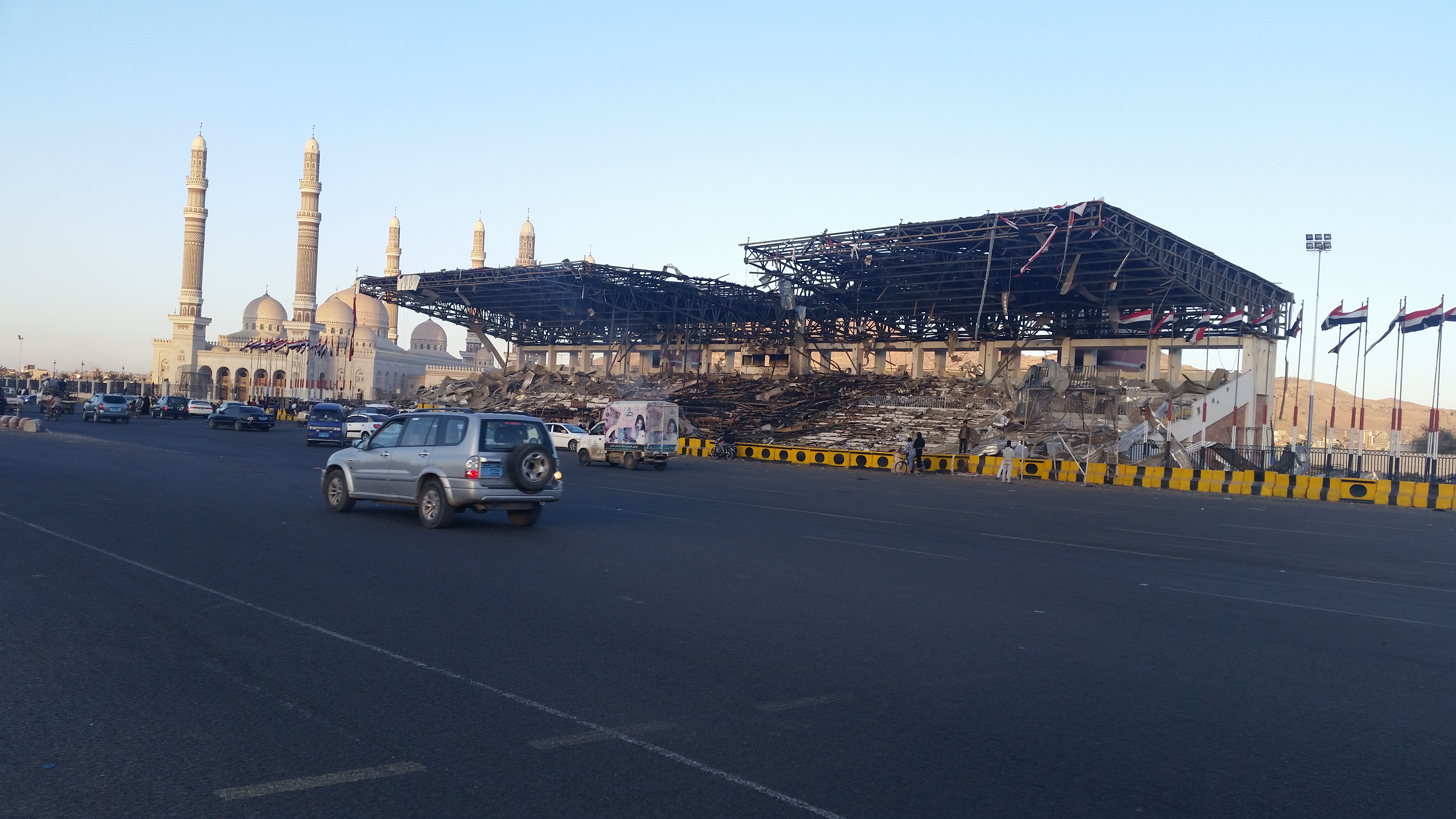
منصة ميدان السبعين تعرض لغارة جوية في نوفمبر 2017

## انظر أيضاً

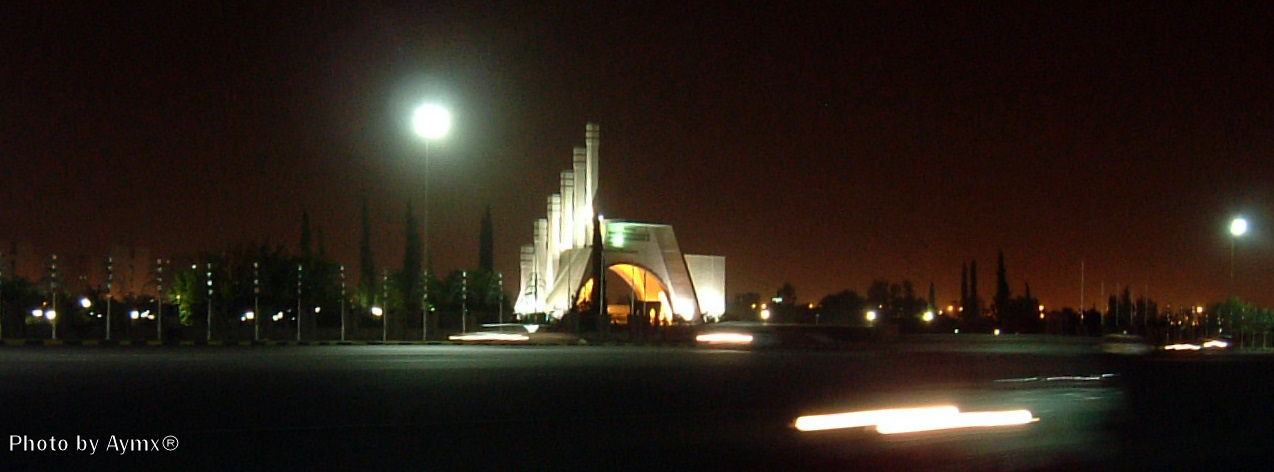
مشهد ليلي من ميدان السبعين